# سوزا کروز
سوزا کروز (انگلیسی: Souza Cruz) شرکت دخانیات برزیلی است، که در سال ۱۹۰۳ تأسیس شد.